# Erc di Slane
Erc, noto anche come Herygh e Urith (in latino Ercus; in cornico Erth, e in gallese Erg; Lilcach, ... – Slane, 2 novembre 512), è stato un vescovo irlandese, venerato come santo anche in Cornovaglia.

## Biografia
Fu figlio di Dago e fratello di Euny e Ia. Sulla collina di Slane, nella contea di Meath, nel 433 san Patrizio accese il fuoco pasquale, per annunciare l'avvento del cristianesimo in Irlanda. Il fuoco fu visto dal supremo re pagano Laoire (Lóegaire mac Néill), che si infuriò, poiché aveva vietato che si accendessero fuochi visibili dalla collina di Tara, prima che, a Tara, fossero accesi quelli per festeggiare Beltaine, la festa celtica della primavera. I suoi druidi gli vaticinarono che l'uomo che aveva acceso il fuoco «... avrebbe superato re e principi». Allora partì con i suoi druidi, per parlare con san Patrizio: tra gli altri fu accompagnato da un vecchio servitore di nome Erc, originario di Lilcach. L'incontro fallì e il re non si convertì. San Patrizio provocò un terremoto che fece strage tra i druidi e le guardie del re. Erc di Slane fu l'unico che rese omaggio al santo. In quella occasione si svolse anche il famoso episodio in cui san Patrizio spiegò il mistero della Santissima Trinità usando il trifoglio come esempio (tre persone un'unica divinità, tre foglie un'unica erba). Il re gli permise di continuare la sua opera di proselitismo. Erc, il vecchio servitore del re, si convertì, fu battezzato e ordinato sacerdote da san Patrizio; Erc fu il primo vescovo ordinato dal patrono d'Irlanda e divenne vescovo di Slane. 
San Patrizio per lui scrisse un breve poemetto:
Whatever he judged was rightly judged:

Whosoever gives a just judgement

(San Patrizio)

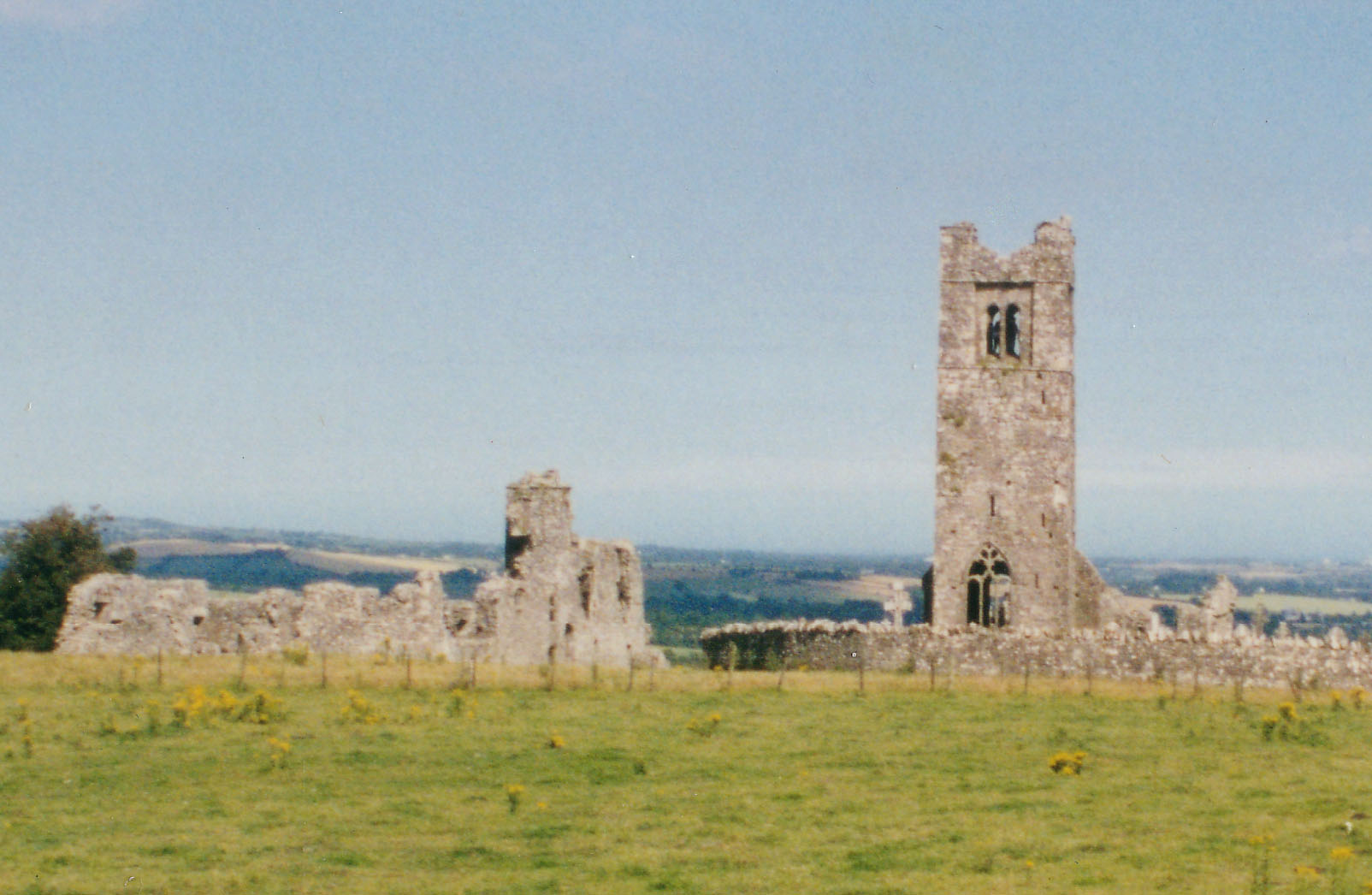
Le rovine della Friary Church e del collegio sulla collina di Slane.

Si dice che sia stato maestro di san Brandano di Clonfert, nella sua chiesa di Tralee. Erc costruì una famosa scuola a Slane, dove si dice che fosse stato educato il re d'Austrasia Dagoberto II. Erc negli ultimi suoi anni si fece eremita a Slane, sulla riva settentrionale del fiume Boyne, in quelli che oggi sono i terreni del castello di Slane. Morì nel 512 e si dice che la sua tomba sia sulla collina di Slane. In Irlanda la sua festa ricorre il 2 novembre.

## Culto
In Cornovaglia è venerato un santo di nome Erth che probabilmente è lo stesso sant'Erc di Slane. Secondo un'altra tradizione, Erc seguì in Cornovaglia i suoi fratelli Sant'Uny (Euny) e Sant'Ia (Ives), e si stabilì nel villaggio che oggi porta il suo nome, St. Erth. In Cornovaglia la sua festa ricorre il 31 ottobre.

## Genealogia episcopale
La genealogia episcopale è:
- San Germano d'Auxerre
- San Patrizio d'Irlanda
- Sant'Erc di Slane